# Cracker Island (àlbum)
Cracker Island és el vuitè àlbum d'estudi de la banda virtual britànica Gorillaz, publicat el 24 de febrer de 2023 per Parlophone i Warner Records. En aquest treball van comptar amb la col·laboració de Stevie Nicks, Adeleye Omotayo, Thundercat, Tame Impala, Bad Bunny, Bootie Brown i Beck, i en l'edició deluxe van llançar temes addicionals amb les col·laboracions de De La Soul, MC Bin Laden, Del the Funky Homosapien i Dawn Penn.
L'àlbum va tenir molt bona rebuda per part del públic i va debutar al capdamunt de la llista britànica d'àlbums i en el tercer lloc de l'estatunidenca.

## Producció
Els treballs per confeccionar un nou àlbum d'estudi es van iniciar l'any 2021 amb la intenció de publicar una segona temporada de la saga Song Machine, en el qual, Gorillaz publicava un senzill mensualment. El projecte es va aparcar per dur a terme un àlbum en estil tradicional. Damon Albarn va explicar que va completar l'àlbum el maig de 2022 i va comptar amb la producció del multi-instrumentalista i productor estatunidenc Greg Kurstin, i també amb el músic britànic Remi Kabaka Jr.
De l'àlbum es van extreure cinc senzills, començant per la cançó homònima a l'àlbum, «Cracker Island», el 22 de juny de 2022. Amb aquest llançament van anunciar un nou àlbum d'estudi, la llista de cançons i la data de publicació. El tercer senzill, «Baby Queen», es va publicar el 30 de setembre del mateix any dins la banda sonora del videojoc FIFA 23. L'edició deluxe de l'àlbum es va publicar el 27 de febrer incloent cinc cançons addicionals.

## Llista de cançons
| Núm.          | Títol                                       | Composició                                    | Durada |
| ------------- | ------------------------------------------- | --------------------------------------------- | ------ |
| 1.            | «Cracker Island» (amb Thundercat)           | Albarn, Stephen Bruner, Kurstin               | 3:33   |
| 2.            | «Oil» (amb Stevie Nicks)                    |                                               | 3:50   |
| 3.            | «The Tired Influencer»                      |                                               | 3:31   |
| 4.            | «Silent Running» (amb Adeleye Omotayo)      |                                               | 4:26   |
| 5.            | «New Gold» (amb Tame Impala i Bootie Brown) | Albarn, Kevin Parker, Romye Robinson, Kurstin | 3:35   |
| 6.            | «Baby Queen»                                |                                               | 3:40   |
| 7.            | «Tarantula»                                 |                                               | 3:31   |
| 8.            | «Tormenta» (amb Bad Bunny)                  | Benito Martínez, Albarn, Kabaka               | 3:13   |
| 9.            | «Skinny Ape»                                |                                               | 4:41   |
| 10.           | «Possession Island» (amb Beck)              | Albarn, Beck Hansen, Kurstin                  | 3:26   |
| Durada total: | Durada total:                               | Durada total:                                 | 37:26  |

## Posicions en llista
| Llista (2023) | Posició |
| ------------- | ------- |
| Alemanya      | 2       |
| Austràlia     | 2       |
| Canadà        | 6       |
| Estats Units  | 3       |
| Espanya       | 8       |
| França        | 3       |
| Itàlia        | 17      |
| Japó          | 15      |
| Nova Zelanda  | 1       |
| Portugal      | 1       |
| Regne Unit    | 1       |

## Crèdits
| Músics - Damon Albarn – cantant, sintetitzador, guitarra elèctrica, piano, baix, teclats, guitarra acústica, mellotron - Greg Kurstin – teclats, sintetitzador, bateria, percussió, baix, guitarra elèctrica, piano, marimba, guitarra, vibràfon, conga, mellotron, guitarra acústica, harmònium - Thundercat – cantant, baix - Stevie Nicks – cantant - Adeleye Omotayo – cantant - Tame Impala – cantant, sintetitzador, baix, guitarra, bateria, wurlitzer - Bootie Brown – cantant - Bad Bunny – cantant, teclats, percussió - Remi Kabaka Jr. – programació bateria, percussió - Tainy – programació bateria - Beck – cantant Art - Jamie Hewlett – artwork, disseny - Stars Redmond – assistència | Tècnics - Damon Albarn – producció - Greg Kurstin – enginyeria, producció - Remi Kabaka Jr. – producció - Kevin Parker – producció, enginyeria - Tainy – producció - Samuel Egglenton – enginyeria - Julian Burg – enginyeria - Matt Tuggle – enginyeria - Henri Davies – enginyeria - Joel Workman – enginyeria - David Reitzas – enginyeria - Federico Foglia – enginyeria - Tim Visser – enginyeria - Mark "Spike" Stent – mescles - Matt Wolach – assistència mescles - Stephen Sedgwick – assistència mescles - Randy Merrill – materització |